# Diskografie Erica Prydze
Toto je seznam vydané diskografie švédského diskžokeje Erica Prydze.

## Alba

### Studiová alba
| Název | Detaily o albu                                               | Umístění v hitparádách | Umístění v hitparádách | Umístění v hitparádách | Umístění v hitparádách | Umístění v hitparádách | Umístění v hitparádách |
| Název | Detaily o albu                                               | AUS                    | BEL (FL)               | SWI                    | UK                     | US                     | US Dance               |
| ----- | ------------------------------------------------------------ | ---------------------- | ---------------------- | ---------------------- | ---------------------- | ---------------------- | ---------------------- |
| Opus  | - Vydáno: 5. února 2016 - Vydavatelství: Virgin, Astralwerks | 56                     | 19                     | 48                     | 23                     | 164                    | 1                      |

### Kompilační alba
| Název                     | Detaily                                           | Umístění v hitparádách | Umístění v hitparádách | Umístění v hitparádách | Umístění v hitparádách |
| Název                     | Detaily                                           | BEL (FL)               | UK                     | US Heat                | US Dance               |
| ------------------------- | ------------------------------------------------- | ---------------------- | ---------------------- | ---------------------- | ---------------------- |
| Eric Prydz Presents Pryda | - Vydáno: 18. května 2012 - Vydavatelství: Virgin | 84                     | 40                     | 19                     | 14                     |

## Extended play
| Název                                                                                   | Detaily                                                | Umístění v hitparádě |
| Název                                                                                   | Detaily                                                | UK                   |
| --------------------------------------------------------------------------------------- | ------------------------------------------------------ | -------------------- |
| EP1                                                                                     | - Vydáno: 27. května 2002 - Vydavatelství: Credence    | —                    |
| EP2                                                                                     | - Vydáno: 30. listopadu 2002 - Vydavatelství: Credence | 98                   |
| EP3                                                                                     | - Vydáno: 7. července 2003 - Vydavatelství: Credence   | 81                   |
| "—" značí, že se nahrávka neumístila v hitparádách nebo v tomto území ani nebyla vydána |                                                        |                      |

## Singly
| Název                                                                                   | Rok  | Umístění v hitparádách | Umístění v hitparádách | Umístění v hitparádách | Umístění v hitparádách | Umístění v hitparádách | Umístění v hitparádách | Umístění v hitparádách | Umístění v hitparádách | Umístění v hitparádách | Umístění v hitparádách | Umístění v hitparádách | Certifikace                                                                                   | Album                     |
| Název                                                                                   | Rok  | SWE                    | AUT                    | BEL (FL)               | BEL (WA)               | FRA                    | GER                    | IRE                    | NL                     | SWI                    | UK                     | US Dance               | Certifikace                                                                                   | Album                     |
| --------------------------------------------------------------------------------------- | ---- | ---------------------- | ---------------------- | ---------------------- | ---------------------- | ---------------------- | ---------------------- | ---------------------- | ---------------------- | ---------------------- | ---------------------- | ---------------------- | --------------------------------------------------------------------------------------------- | ------------------------- |
| "By Your Side" / "Mr. Jingles"                                                          | 2001 | —                      | —                      | —                      | —                      | —                      | —                      | —                      | —                      | —                      | —                      | —                      |                                                                                               | Singly bez alb            |
| "Bass-Ism" / "Groove Yard" (s Marcus Stork)                                             | 2001 | —                      | —                      | —                      | —                      | —                      | —                      | —                      | —                      | —                      | —                      | —                      |                                                                                               | Singly bez alb            |
| "Tha Disco"                                                                             | 2002 | —                      | —                      | —                      | —                      | —                      | —                      | —                      | —                      | —                      | —                      | —                      |                                                                                               | Singly bez alb            |
| "Slammin'"                                                                              | 2003 | —                      | —                      | —                      | —                      | —                      | —                      | —                      | —                      | —                      | —                      | —                      |                                                                                               | Singly bez alb            |
| "In and Out" (feat. Adeva)                                                              | 2004 | —                      | —                      | —                      | —                      | —                      | —                      | —                      | —                      | —                      | —                      | —                      |                                                                                               | Singly bez alb            |
| "Call on Me"                                                                            | 2004 | 1                      | 1                      | 4                      | 13                     | 1                      | 1                      | 1                      | 10                     | 2                      | 1                      | 29                     | - GLF: Gold - ARIA: Platinum - BPI: 2× Platinum - BVMI: 3× Gold - SNEP: Gold - IFPI SWI: Gold | Singly bez alb            |
| "Woz Not Woz" (se Steve Angello)                                                        | 2005 | —                      | —                      | —                      | —                      | 50                     | 63                     | —                      | —                      | 84                     | 55                     | —                      |                                                                                               | Singly bez alb            |
| "Proper Education" (vs. Pink Floyd)                                                     | 2006 | 7                      | 20                     | 2                      | 12                     | 10                     | 4                      | 9                      | 4                      | 12                     | 2                      | 1                      | - IFPI DEN: Gold                                                                              | Singly bez alb            |
| "Pjanoo"                                                                                | 2008 | 6                      | 22                     | 8                      | 14                     | 21                     | 34                     | 7                      | 3                      | 31                     | 2                      | —                      | - BPI: Platinum                                                                               | Eric Prydz Presents Pryda |
| "2Night"                                                                                | 2011 | —                      | —                      | —                      | —                      | —                      | —                      | —                      | —                      | —                      | —                      | —                      |                                                                                               | Eric Prydz Presents Pryda |
| "Niton (The Reason)"                                                                    | 2011 | —                      | —                      | 68                     | —                      | —                      | 66                     | —                      | 82                     | —                      | 45                     | —                      |                                                                                               | Singl bez alb             |
| "Every Day"                                                                             | 2012 | —                      | —                      | 55                     | 79                     | —                      | —                      | —                      | 61                     | —                      | —                      | 3                      |                                                                                               | Opus                      |
| "Liberate"                                                                              | 2014 | —                      | —                      | 100                    | —                      | —                      | —                      | —                      | —                      | —                      | 71                     | 28                     |                                                                                               | Opus                      |
| "Tether" (vs. Chvrches)                                                                 | 2015 | —                      | —                      | 83                     | —                      | —                      | —                      | —                      | —                      | —                      | 107                    | 31                     |                                                                                               | Singl bez alb             |
| "Generate"                                                                              | 2015 | —                      | —                      | —                      | —                      | —                      | —                      | —                      | —                      | —                      | —                      | 8                      |                                                                                               | Opus                      |
| "Opus"                                                                                  | 2015 | —                      | —                      | 3                      | 62                     | —                      | —                      | —                      | —                      | —                      | —                      | —                      |                                                                                               | Opus                      |
| "Breathe" (feat. Rob Swire)                                                             | 2016 | —                      | —                      | —                      | —                      | —                      | —                      | —                      | —                      | —                      | —                      | —                      |                                                                                               | Opus                      |
| "Last Dragon"                                                                           | 2016 | —                      | —                      | —                      | —                      | —                      | —                      | —                      | —                      | —                      | —                      | —                      |                                                                                               | Opus                      |
| "Nopus"                                                                                 | 2020 | —                      | —                      | —                      | —                      | —                      | —                      | —                      | —                      | —                      | —                      | —                      |                                                                                               | Singl bez alb             |
| "—" značí, že se nahrávka neumístila v hitparádách nebo v tomto území ani nebyla vydána |      |                        |                        |                        |                        |                        |                        |                        |                        |                        |                        |                        |                                                                                               |                           |

## Další umístěné písně
| Název    | Rok  | Umístění v hitparádě | Album                     |
| Název    | Rok  | US Dance             | Album                     |
| -------- | ---- | -------------------- | ------------------------- |
| "Allein" | 2012 | 12                   | Eric Prydz Presents Pryda |

## Remixy
| Název                        | Rok  | Původní umělec                       | Vydání                                        |
| ---------------------------- | ---- | ------------------------------------ | --------------------------------------------- |
| "Echo Vibes"                 | 2002 | Outfunk                              | "Echo Vibes"                                  |
| "PVC"                        | 2002 | Star Alliance                        | "PVC"                                         |
| "I'm So Crazy"               | 2002 | Par-T-One vs INXS                    | "I'm So Crazy"                                |
| "C'mon Lady"                 | 2003 | Harry's Afro Hut                     | "C'mon Lady"                                  |
| "Lost In Music"              | 2003 | Outfunk                              | "Lost In Music"                               |
| "Voices"                     | 2003 | Steve Angello                        | "Voices"                                      |
| "The Power (Of Bhangra)"     | 2003 | Snap! vs. Motivo                     | Cult of Snap!                                 |
| "Come Together"              | 2003 | M Factor                             | "Come Together"                               |
| "Destiny"                    | 2003 | The Attic                            | "Destiny"                                     |
| "Pride's Paranoia"           | 2003 | Futureshock                          | "Pride's Paranoia"                            |
| "Metropolis"                 | 2003 | Oliver Lieb Presents Smoked          | Metropolis (The Remixes)                      |
| "Miracles"                   | 2003 | Pet Shop Boys                        | Singl bez alb                                 |
| "Sex & Sun"                  | 2003 | Aloud                                | "Sex & Sun"                                   |
| "(Reach Up for The) Sunrise" | 2004 | Duran Duran                          | Sunrise (Remixes)                             |
| "Lola's Theme"               | 2004 | The Shapeshifters                    | "Lola's Theme"                                |
| "Holding On"                 | 2004 | Mutiny feat. Lorraine Cato           | "Holding On"                                  |
| "Rocker"                     | 2004 | Alter Ego                            | Rocker (Remixes)                              |
| "Feel the Vibe"              | 2005 | Axwell                               | "Feel the Vibe"                               |
| "And Do You Feel Scared?"    | 2005 | Howard Jones                         | Remix bez alb                                 |
| "A Bit Patchy"               | 2006 | Switch                               | "A Bit Patchy"                                |
| "1983"                       | 2006 | Paolo Mojo                           | Eric Prydz Presents Pryda                     |
| "Thriller"                   | 2006 | Michael Jackson                      | Thriller Education                            |
| "Nice"                       | 2006 | Duran Duran                          | "Nice"                                        |
| "Good Life"                  | 2006 | Inner City                           | Good Life (Eric Prydz Summer 2006 Edit)       |
| "The Beauty and the Beast"   | 2007 | Sven Väth                            | The Beauty and the Beast (Eric Prydz Re-Edit) |
| "Ron Hardy Said"             | 2008 | Jim Rivers and Paolo Mojo            | "Ron Hardy Said"                              |
| "The People"                 | 2009 | Sébastien Léger                      | "The People (Eric Prydz Remix)"               |
| "Flashback"                  | 2009 | Calvin Harris                        | "Flashback"                                   |
| "Not Going Home"             | 2010 | Faithless                            | "Not Going Home"                              |
| "Thee Anthem"                | 2010 | Felix Da Housecat                    | "Thee Anthem"                                 |
| "Personal Jesus"             | 2011 | Depeche Mode                         | Personal Jesus 2011                           |
| "Never Let Me Down Again"    | 2011 | Depeche Mode                         | Remixes 2: 81–11                              |
| "Circles"                    | 2011 | Digitalism                           | "Circles"                                     |
| "Midnight City"              | 2012 | M83                                  | The Sound of Swedish House                    |
| "The Veldt"                  | 2014 | Deadmau5 feat. Chris James           | 5 Years of mau5                               |
| "Breathe"                    | 2019 | CamelPhat a Cristoph feat. Jem Cooke | Remixy bez alb                                |
| "Consciousness"              | 2022 | Anyma & Chris Avantgarde             | Remixy bez alb                                |

## Jako Pryda

### Extended play
| Název              | Detaily                                                                     |
| ------------------ | --------------------------------------------------------------------------- |
| Pryda 10 Vol I     | - Vydáno: 6. července 2015 - Vydavatelství: Pryda Recordings                |
| Pryda 10 Vol II    | - Vydáno: 10. srpna 2015 - Vydavatelství: Pryda Recordings                  |
| Pryda 10 Vol III   | - Vydáno: 8. října 2015 - Vydavatelství: Pryda Recordings                   |
| PR(10)DA           | - Vydáno: 11. února 2016 - Vydavatelství: Pryda Recordings                  |
| Elements           | - Vydáno: 18. května 2018 - Vydavatelství: Pryda Recordings                 |
| PR(15)DA           | - Vydáno: 21. června 2019 - Vydavatelství: Pryda Recordings, Arista Records |
| Pryda 15: Vol. 1   | - Vydáno: 21. června 2019 - Vydavatelství: Pryda Recordings, Arista Records |
| Pryda 15: Vol. 2   | - Vydáno: 2. srpna 2019 - Vydavatelství: Pryda Recordings, Arista Records   |
| Pryda 15: Vol. 3   | - Vydáno: 4. října 2019 - Vydavatelství: Pryda Recordings, Arista Records   |
| The Return / Of Me | - Vydáno: 28. července 2023 - Vydavatelství: Pryda Recordings               |

### Singly
| Název                                                   | Rok  | Album                     |
| ------------------------------------------------------- | ---- | ------------------------- |
| "Human Behaviour" / "Lesson One"                        | 2004 | Singly bez alb            |
| "Spooks" / "Do It"                                      | 2004 | Singly bez alb            |
| "Nile" / "Sucker DJ"                                    | 2005 | Singly bez alb            |
| "Aftermath" / "The Gift"                                | 2005 | Eric Prydz Presents Pryda |
| "Remember" / "Frankfurt"                                | 2006 | Eric Prydz Presents Pryda |
| "RYMD" / "Armed"                                        | 2007 | Eric Prydz Presents Pryda |
| "Ironman" / "Madderferrys"                              | 2007 | Singl bez alb             |
| "Muranyi" / "Balaton"                                   | 2007 | Eric Prydz Presents Pryda |
| "Europa" / "Odyssey"                                    | 2007 | Eric Prydz Presents Pryda |
| "Pjanoo" / "F12"                                        | 2008 | Eric Prydz Presents Pryda |
| "Evouh" / "Wakanpi" / "Rakfunk"                         | 2008 | Eric Prydz Presents Pryda |
| "Animal" / "Miami To Atlanta" / "Loaded"                | 2009 | Eric Prydz Presents Pryda |
| "Melo" / "Lift" / "Reeperbahn"                          | 2009 | Eric Prydz Presents Pryda |
| "Waves" / "Alfon"                                       | 2009 | Eric Prydz Presents Pryda |
| "RYMD 2010" / "Inspiration"                             | 2010 | Singl bez alb             |
| "Emos" / "Viro"                                         | 2010 | Eric Prydz Presents Pryda |
| "M.S.B.O.Y." / "The End"                                | 2010 | Eric Prydz Presents Pryda |
| "Niton" / "Vega"                                        | 2010 | Singly bez alb            |
| "Illusions" / "Glimma"                                  | 2010 | Singly bez alb            |
| "Mirage" / "Juletider" / "With Me"                      | 2011 | Eric Prydz Presents Pryda |
| "Bergen" / "Recomondos"                                 | 2012 | Singly bez alb            |
| "Power Drive"                                           | 2013 | Singly bez alb            |
| "Layers"                                                | 2013 | Singly bez alb            |
| "Rotonda"                                               | 2013 | Singly bez alb            |
| "Lycka" / "F.A.T."                                      | 2013 | Singly bez alb            |
| "Mija" / "Origins" / "Backdraft" / "Axis"               | 2014 | Singly bez alb            |
| "Choo" / "The End is Just the Beginning" / "The Future" | 2016 | Singly bez alb            |
| "Lillo"                                                 | 2016 | Singly bez alb            |
| "Stay with Me"                                          | 2017 | Singly bez alb            |

### Remixy
| Název                | Rok  | Původní umělec     | Vydání                      |
| -------------------- | ---- | ------------------ | --------------------------- |
| "Niton (The Reason)" | 2011 | Eric Prydz         | "Niton (The Reason)"        |
| "Meridian"           | 2011 | Guy J a Henry Saiz | Meridian / La Marea Remixes |

## Jako Cirez D

### Extended play
| Název | Detaily                                                       |
| ----- | ------------------------------------------------------------- |
| Vol D | - Vydáno: 14. prosince 2015 - Vydavatelství: Pryda Recordings |

### Singly
2003
- Diamond Girl / It's Over / W-Dizco

2004
- Control Freak / Hoodpecker
- Deep Inside

2005
- Knockout / Lost Love
- Re-Match / B-Boy
- Teaser / Lollipop

2006
- Punch Drunk / Copyrat
- Mouseville Theme

2007
- Horizons / Tigerstyle

2008
- Läget?
- Stockholm Marathon / The Journey

2009
- The Tunnel / Raptor
- On Off / Fast Forward

2010
- Glow
- Bauerpost / Glow (In the Dark Dub)
- The Tumble / EXIT

2011
- Full Stop
- Tomorrow / Sirtos Madness (s Acki Kokotos)
- Mokba

2013
- Thunderstuck / Drums in the Deep

2014
- Accents / Revolution[42] (free download)
- Ruby

2016
- In the Reds / Century of the Mouse[43]
- Backlash / The Tournament

2017
- The Accuser

2018
- Dare U / The Glitch / Black Hole[44]

2020
- Valborg / The Raid[45]

### Remixy
2006
- Double 99 – R.I.P. Groove (Cirez D Remix)

2008
- Christian Smith & John Selway – Total Departure (Cirez D Remix)

2018
- Beton (feat. Wevie Stonder) – Directions (The Cirez D Edit)

## Jako A&P Project

### Singly
2003
- Sunrize (feat. Zemya Hamilton) (se Steve Angello)

## Jako AxEr

### Singly
2006
- 123 / 321 (s Axwell)

## Jako Fiol Lasse

### Singly
2009
- Svedala[46]

## Jako Groove System

### Singly
2001
- Vacuum Cleaner / Chord Funk (s Marcus Stork)

## Jako Hardform

### Singly
2003
- Dirty Souls / Fear tha Pimps / Back to the Groove (s Marcus Stork)

## Jako Moo

### Singly
2002
- Seashells

2003
- Jonico (Mediterranean Mix) (s Luciano Ingrosso)
- Sunset at Keywest

## Jako Sheridan

### Singly
2002
- Sunlight Dancing
- Wants vs. Needs

2004
- High on You

2006
- Fatz Theme / Flycker

## Jako The Dukes of Sluca

### Singly
2002
- Don't Stop / Steam Machine / Always Searching (s Andreas Postl)

2003
- Mighty Love (vs. Apollo) (with Andreas Postl)

## Jako Tonja Holma

### Extended play
2017
- Tonja Holma[47]

### Singly
2021
- All Night